# Fläcknäva
Fläcknäva (Geranium maculatum) är en näveväxtart som beskrevs av Carl von Linné. Fläcknäva ingår i släktet nävor, och familjen näveväxter. Inga underarter finns listade i Catalogue of Life.
Fläcknävan är en flerårig ört som växer naturligt i centrala och östra Nordamerika, men odlas som prydnadsväxt i andra delar av världen.